# Efnisien
In de Mabinogion is Efnisien de zoon van Penarddun en Euroswydd en zowel tweelingbroer als tegenpool van Nisien.
Zijn halfzuster, Branwen dochter van de zeegod Llyr, werd ten huwelijk gevraagd door de Ierse koning Matholwch, die haar broer, Bran, paarden gaf als geschenk. Efnisien verminkte de paarden om Matholwch te beledigen. Hierop gaf Bran deze een magische ketel als compensatie. Gesneuvelde krijgers die in deze ketel werden gestopt kwamen weer tot leven.
Nadat Branwen slecht behandeld werd door Matholwch vertrokken Bran,  zijn broeder Manawyddan, Efnisien en hun leger richting Ierland om haar te redden. Vanwege de overmacht van de Welsh besloot Matholwch tot een hinderlaag. Hij nodigde Bran en zijn gevolg uit in een nieuw gebouwd paleis om vrede te sluiten, maar verstopte zijn krijgers in bloemzakken, om hen onverhoeds aan te vallen.
Efnisien doorzag de list en verbrijzelde de schedels van de tweehonderd verstopte krijgers.
's Avonds brak er opnieuw strijd uit tussen de Ieren en de Welsh, nadat Efnisien zijn neef Gwern de zojuist gekroonde koning, de zoon van Branwen en Matholwch, in het vuur gooide. De Ieren leken uiteindelijk de overhand leken te krijgen door het gebruik van de magische ketel. Hierop wierp Efnisien zich in de ketel, rekte zich uit en zorgde er voor dat deze in vier stukken barstte. Daarmee brak ook zijn hart. De Britten overwonnen de Ieren, maar Bran kwam om en slechts zeven Britten overleefden de strijd. Die brachten Brans hoofd naar Londen. Na de oversteek stierf Branwen van verdriet om het verlies van haar broer Bran. 
Annwfyn · Arawn · Arthur · Arianrhod · Bran · Branwen · Culhwch · Dôn · Efnisien · Gereint · Llŷr · Macsen Wledic · Manawyddan · Matholwch · Pwyll · Rhiannon